# Llista de missions diplomàtiques a Angola

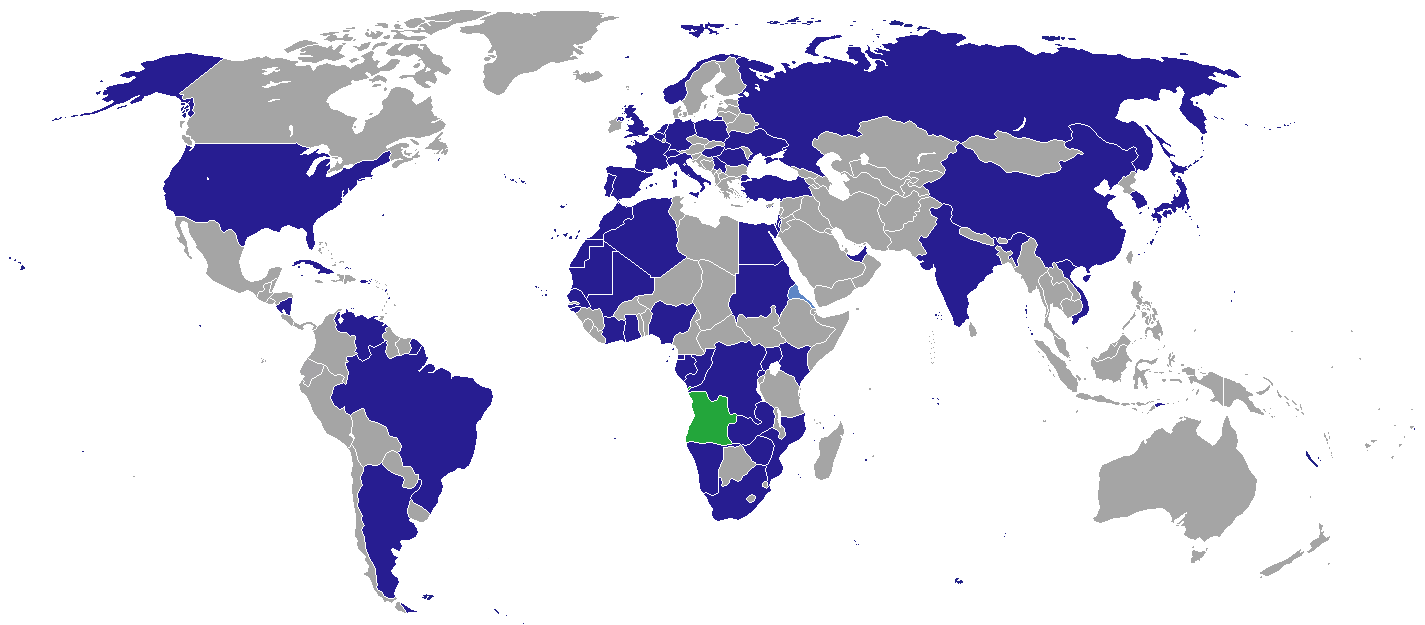
Mapa de les missions diplomàtiques a Angola

Aquesta és una llista de missions diplomàtiques a Angola. Actualment hi ha 52 ambaixades a Luanda, molts països mantenen consolats en altres ciutats d'Angola (sense incloure els consolats honoraris).

## Ambaixades aLuanda
| - Algèria - Argentina - Bèlgica - Brazil - Cap Verd - Xina - Rep. del Congo - Costa d'Ivori - Cuba - República Democràtica del Congo - Egipte - Guinea Equatorial - França - Gabon - Alemanya - Ghana - Ciutat del Vaticà - Índia - Israel - Itàlia - Japó - Kenya - Corea del Nord - República de Corea - Mali - Marroc - Moçambic | - Namíbia - Països Baixos - Nigèria - Noruega - Palestina - Polònia - Portugal - Romania - Rússia - Ruanda - República Àrab Sahrauí Democràtica - São Tomé i Príncipe - Sèrbia - Sud-àfrica - Espanya - Sudan - Suècia - Suïssa - Turquia - Ucraïna - Regne Unit - Estats Units - Uruguai - Veneçuela - Vietnam - Zàmbia - Zimbabwe |

## Altres càrrecs a Luanda
- Delegació de la Unió Europea

### Consolat aBenguela
- Portugal Consolat General

## Ambaixades no residents
| - Australia (Pretòria) - Austria (Harare) - Botswana (Windhoek) - Bulgaria (Pretòria) - Cameroon (Brazzaville) - Canada (Harare) - Chile (Pretòria) - Croatia (Lisboa) - Cyprus (Lisboa) - Czech Republic (Pretòria) - Denmark (Lusaka) - Finland (Maputo) - Greece (Kinshasa) | - Hungary (Pretòria) - Indonesia (Windhoek) - Irlanda (Maputo) - North Korea (Cairo) - Lesotho (Pretòria) - Malta (La Valetta) - Mexico (Abuja) - Paraguay (Pretòria) - Slovakia (Pretòria) - Swaziland (Maputo) - Tanzania (Lusaka) - Trinidad and Tobago (Pretòria) |